# C-Jun
c-Jun ist ein Bestandteil des Transkriptionsfaktors AP-1 und ein Protoonkogen.

## Eigenschaften
c-Jun ist am Zellzyklus und der Apoptose beteiligt. Mutationen im Gen von c-Jun treten bei verschiedenen Tumoren auf. c-Jun war der erste beschriebene onkogene Transkriptionsfaktor. Das Homolog des c-Jun (englisch cellular Jun) aus Retroviren wird als v-Jun (englisch viral Jun) bezeichnet.

## Interaktionen
c-Jun interagiert mit verschiedenen Proteinen:
- TGIF1[4]
- Ets Related Gene[5]
- Retinoblastom-Protein[6]
- CREBBP[7]
- ATF2[8][9][10]
- BRCA1-Cofaktor[11]
- BRCA1[12]
- c-Fos[13][14][15][16][17][18][19]
- NFE2L1[19]
- DDX21[20]
- NFE2L2[19]
- TATA-bindendes Protein[21]
- RELA[16]
- MAPK8[22][23][24][25][26][27][28][29]
- NCOR2[30]
- RFWD2[31][32]
- PIN1[33]
- FOSL1[14]
- SMAD3[34][35][36]
- ASCC3[37]
- TFIIB[21]
- CSNK2A2[38]
- CSNK2A1[38]
- STAT1[39]
- BCL6[40]
- BCL3[41]
- Receptor androgénico[42]
- STAT3[39]
- ETS2[43]
- ATF3[44][45][10]
- NACA[46]
- COPS5[47]
- DDIT3[48]
- RBM39[49]
- NCOA1[50][51][52]
- MyoD[53]
- RUNX2[54][55]
- RUNX1[54][55]